# 다이애나원숭이
다이애나원숭이(Cercopithecus diana)는 시에라리온부터 코트디부아르까지의 서아프리카에 사는 구세계원숭이의 일종이다.
다이애나원숭이의 몸길이는 꼬리를 제외하고 약 40~55 cm 정도이며, 꼬리는 직경이 균일하고 3-4 cm이며 길이는 50–75 cm 정도이다. 몸이 다 자라면 몸무게는 4–7 kg 사이이다. 다이애나원숭이는 각각 약 20살까지 사는 것으로 보인다.
일반적으로 검거나 어두운 회색을 띠지만, 목은 희고 초승달 형상의 눈썹과 목덜미 그리고 턱수염이 있다. 이 원숭이의 종명은 눈썹이 디아나 여신의 눈썹을 닮은 것으로 생각되기 때문에 붙여진 것이다. 겨드랑이 또한 희고, 넓적다리 밑에는 흰 줄무늬가 있는 반면에 넓적다리 뒷쪽과 하반신 뒷쪽은 밤색을 띠고 있다. 눈썹과 목덜미 털, 수염 그리고 손발 위의 약간의 술 등은 제외하고, 털은 외관상, 짧으며 윤기가 흐른다.
대부분의 영장류처럼, 다이애나원숭이도 흔히 사람들과 접촉함으로써 황열병과 결핵과 같은 질병을 점염시킬 수 있지만, 이들 질병의 주 매개체는 아니다. 이 종은 IUCN뿐만 아니라 미국 어류야생동물청에 의해 멸종위기 취약종으로 간주되고 있으며, 그 주된 위험은 서식지 파괴(이제 사실상 해안지대에만 제한적으로 존재한다.)와 부시미트용 사냥이다.
이전에 다이애나원숭이의 아종으로 간주되던 2종은 최근에 별개의 독립된 종으로 격상되었다. 롤로웨이원숭이 (C. roloway)는 코트디부아르와 가나에서 발견되며, 드리아스원숭이 (C. dryas)는 콩고민주공화국에서 발견된다.

## 서식지와 습성, 생식
다이애나원숭이는 원시림에서 발견되며, 이차숲에서는 잘 살지 않는다. 하루 중 낮에 활동하는 주행성 동물이다. 캐노피의 모든 층에서 먹이를 구하며, 지상에 내려오는 일은 드물다. 다이애나원숭이는 밤이 되면 나무 상층부에 틀어박히지만, 보금자리를 만들지는 않는디. 이들은 주로 과일과 곤충을 먹지만, 꽃이나 어린 잎과 무척추동물을 먹기도 하며, 침팬지, 표범, 관뿔매 그리고 인간 등에 의해 차례로 잡아 먹힌다.
다이애나원숭이는 숲에서 일종의 시끄러운 존재이다. 이들의 주의를 끄는 몸 채색은 다양한 범위의 시각적인 사회 신호 역할을 하며, 또한 각각의 맹수에 각기 다른 소리를 내는, 다양한 범위의 경고 소리를 지니고 있다. 다양한 종류의 맹수에 대하여 독특한 경고 소리를 가지고 있으며, 최근의 연구에 의해 노랑투구코뿔새와 같은, 숲에 같이 사는 다른 동물들은 이를 구별할 수 있으며, 그에 맞는 고유한 행동을 취한다는 사실이 밝혀 지고 있다.
무리 집단은 한 마리의 수컷과 여러 마리의 암컷 그리고 이들의 새끼로 구성된다. 건강한 조건에서, 성숙한 암컷은 해마다 새끼를 낳는다. 임신 기간은 약 5개월간 지속되며, 어미는 새끼들을 6개월 이상 돌본다. 보통 한 번에 한 마리의 새끼를 낳는다. 새끼는 눈을 뜨고, 어미를 꽉 붙잡을 수 있을 정도로, 꽤 발달한 상태로 태어남에도 불구하고, 적어도 동물원에서는 다이애나원숭이 어미들은 안절부절하고 강한 집착을 보이며, 드물지만 새끼들을 남겨두고 떠나기도 한다. 그러나, 새끼들은 자라면서 매우 활발해진다. 새끼들은 약 3년이 지나면 성적으로 성숙해진다. 군집생활 내에서 암컷 새끼는 그들의 어미 곁에 남는 반면에, 수컷은 성적으로 성숙해지기 전까지 짧은 기간 동안 자신이 태어난 집단을 떠난다.

## 갤러리

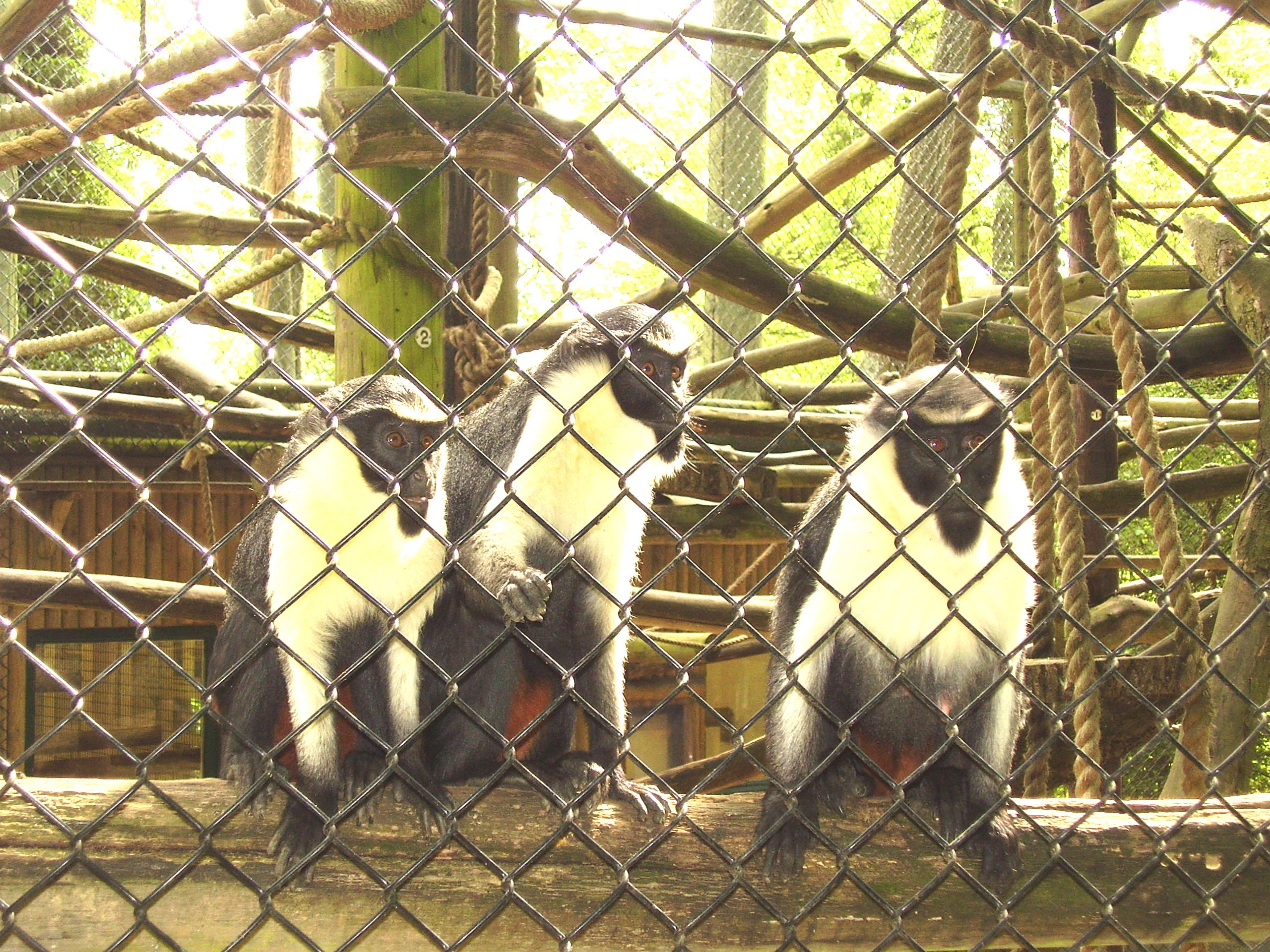
림픈야생동물공원의 3마리의 다이애나원숭이
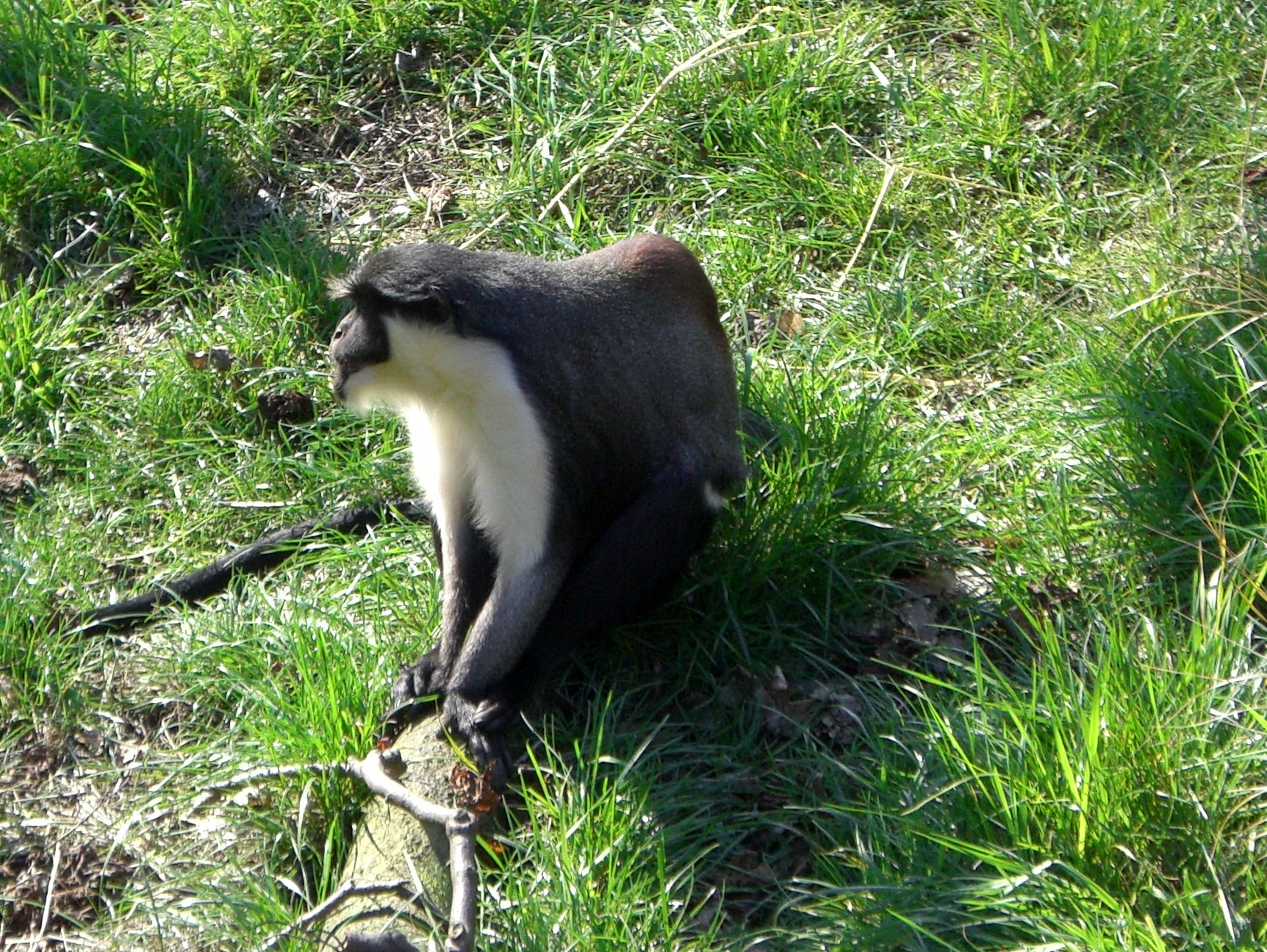
옆모습의 다이애나원숭이